# Doodstraf in Qatar
In Qatar is de doodstraf de zwaarst mogelijke straf die opgelegd kan worden. Naar schatting van Amnesty International zijn er ongeveer 20 personen ter dood veroordeeld. In 2020 vond voor het eerst in bijna 20 jaar weer een executie plaats, toen de Nepalees Anil Chaudhary werd geëxecuteerd voor moord. Daarvoor vond de laatste executie plaats op 10 maart 2003. 

## Halsmisdrijven
Volgens het strafrecht van Qatar is de doodstraf een al dan niet verplichte straf voor: 
- Moord met verzwarende omstandigheden
- Moord
- Andere misdrijven met de dood tot gevolg (zoals brandstichting, gewapende overvallen, marteling)
- Terrorisme
- Verkrachting
- Drugsmisdrijven (bij recidive of indien verzet leidt tot de dood van een politieagent)
- Afpersing door te dreigen met een eermisdrijf (zoals overspel)
- Verraad
- Spionage

## Uitvoering
De doodstraf kan in Qatar worden voltrokken door middel van ophanging of het vuurpeloton. De laatste executie werd door het vuurpeloton uitgevoerd.

## Minderjarigen, vrouwen, mensen metpsychische aandoeningen ouderen
Qatar is een van de landen die het Verdrag voor de Rechten van het Kind heeft ondertekend. Dit verdrag verbiedt de doodstraf voor minderjarigen.
Zwangere vrouwen krijgen uitstel van executie tot na de bevalling. Voor halsmisdrijven waarvan de straf niet in de Koran of in de Hadith is bepaald (tazir) worden zwangere vrouwen niet geëxecuteerd tot ten minste twee jaar na de bevalling, en dan kan hun straf ook omgezet worden in een lichtere. In 2009 ratificeerde Qatar een Arabisch verdrag over mensenrechten, die voorschrijft dat vrouwen die een kind verzorgen niet geëxecuteerd kunnen worden.
Mensen die ten tijde van het plegen van het misdrijf een geestelijke handicap of psychische aandoening hadden, kunnen niet ter dood veroordeeld worden.
Qatar kent geen specifieke uitzonderingen voor ouderen, maar iemand die 30 jaar in de dodencel heeft gezeten wordt niet meer geëxecuteerd.